# Campionati italiani assoluti di scherma del 1984
I Campionati italiani assoluti di scherma del 1984 sono stati organizzati dalla Federazione Italiana Scherma.
Nel fioretto, si sono aggiudicati i titoli dei campionati italiani Mauro Numa, alla sua quarta affermazione, e Annapia Gandolfi.
Il titolo della spada è andato a Stefano Bellone, nella sciabola Gianfranco Dalla Barba ha vinto il suo secondo titolo nazionale.
Nei campionati italiani a squadre maschili il Centro Sportivo Carabinieri ha vinto nel fioretto, mentre la Scherma Pro Vercelli ha vinto nella spada; nella sciabola c'è stato il successo del Gruppo Sportivo Fiamme Oro.
Il campionato italiano di fioretto a squadre femminili è andato al Club Scherma Roma.

## Podi

### Uomini
| Specialità  | Oro                            | Argento | Bronzo |
| Individuali |                                |         |        |
| Fioretto    | Mauro Numa                     | -       | -      |
| Spada       | Stefano Bellone                | -       | -      |
| Sciabola    | Gianfranco Dalla Barba         | -       | -      |
| A squadre   |                                |         |        |
| Fioretto    | Carabinieri Mauro Numa -       | -       | -      |
| Spada       | Scherma Pro Vercelli -         | -       | -      |
| Sciabola    | Fiamme Oro Massimo Cavaliere - | -       | -      |

### Donne
| Specialità  | Oro                 | Argento | Bronzo |
| Individuali |                     |         |        |
| Fioretto    | Annapia Gandolfi    | -       | -      |
| A squadre   |                     |         |        |
| Fioretto    | Club Scherma Roma - | -       | -      |